# Dyer Island (Südafrika)
Dyer Island ist eine Insel im östlichen Südatlantik nahe der Westküste von Südafrika. Sie liegt etwa 6,5 Kilometer vom Küstenort Pearly Beach entfernt, zwischen der Stadt Gansbaai und dem Kap Agulhas. Sie gehört zur Gemeinde Overstrand im Distrikt Overberg. 
Die flache und felsige Insel ist knapp 1000 Meter lang und bis zu 200 Meter breit. Etwa 200 Meter vor der Südwestspitze der Insel befindet sich die weit kleinere Insel Geyser Island.
Die bis dahin namenlose Insel wurde 1806 vom US-amerikanischen Auswanderer Samson Dyer in Besitz genommen, der hier Guano abbauen, Seebären töten und Pinguineier sammeln ließ. Guano wurde hier bis in die 1980er Jahre gewonnen. Heute ist die Insel unbewohnt und geschützt.

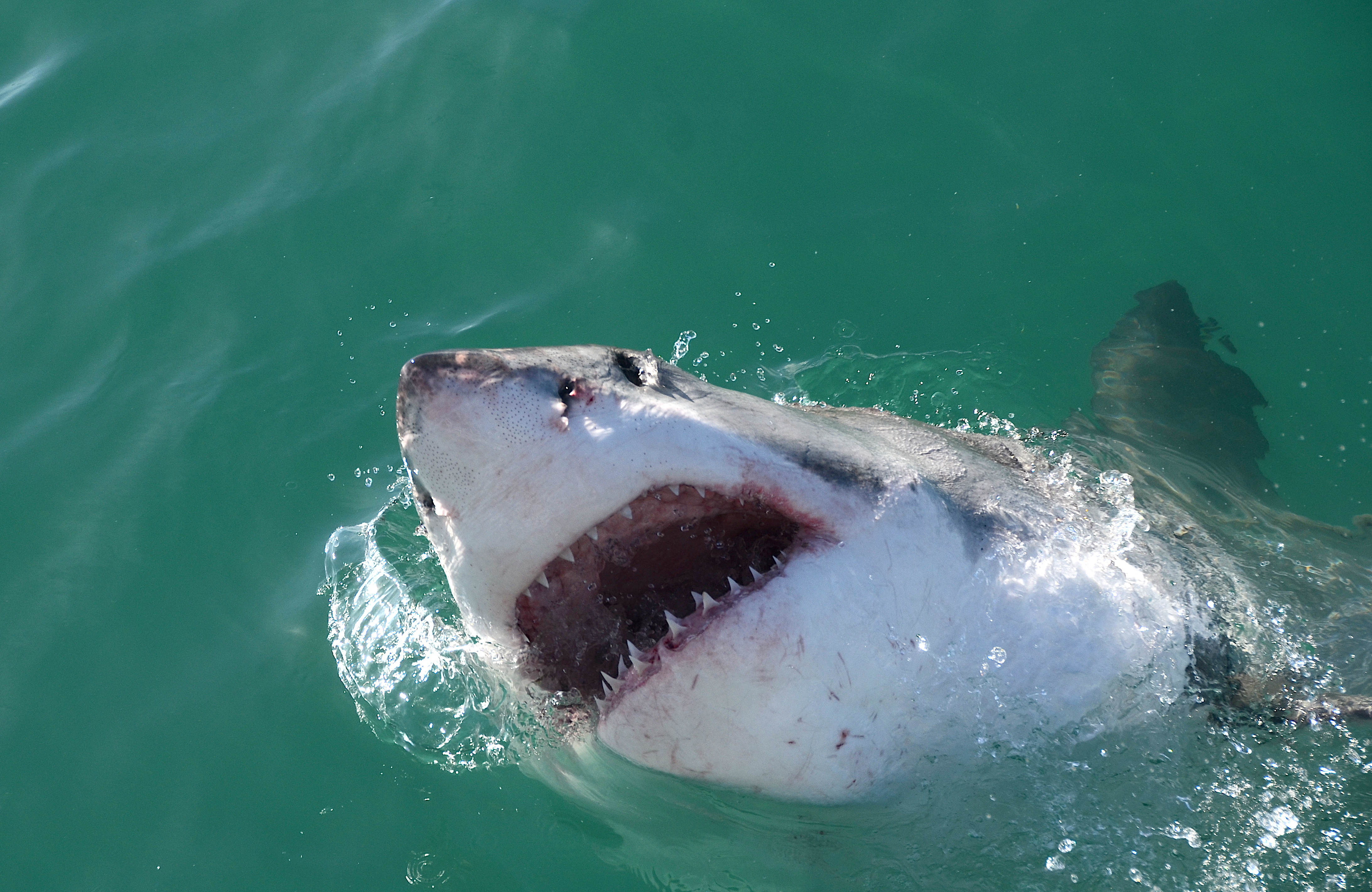
Weißer Hai vor Dyer Island

Dyer Island ist vor allem wegen des gehäuften Aufkommens weißer Haie im Meer rund um die Insel bekannt. Auch Wale können häufig gesichtet werden. Auf der Insel kommen zahlreiche Brillenpinguine vor. Auf Geyser Island gibt es eine Seebärenkolonie mit rund 50.000 Tieren. 